# أوبرفينريش (ألمانيا الشرقية)
أوبرفينريش (باختصار: OFähnr / في القوائم: OFR ؛ ar : Senior-fähnrich) كانت رتبة عسكرية في جيش جمهورية ألمانيا الديمقراطية (GDR) من 1979 إلى 1990.
- Fähnrich WO-1، [1] (ar: Fähnrich)
- Oberfähnrich WO-2، (Senior-fähnrich)
- Stabsfähnrich WO-3، (Staff-fähnrich)
- Stabsoberfähnrich WO-4، (Staff-senior-fähnrich)

| رتبة أدنى Fähnrich | وصلة= (رتبة NPA) Oberfähnrich | رتبة أعلى Stabsfähnrich |